# 산양중학교 (경남)
산양중학교(山陽中學校)는 대한민국 경상남도 통영시 산양읍 남평리에 있는 공립 중학교이다.

## 학교 연혁
- 1971년 1월 15일 : 남녀공학 3년제 12학급 인가
- 1971년 3월 3일 : 산양중학교 개교
- 2023년 2월 8일 : 제50회 졸업장 수여식 28명(총 6,595명)
- 2023년 3월 1일 : 경남 자율학교 재지정
- 2023년 3월 1일 : 6학급 인가
- 2023년 3월 2일 : 2023학년도 신입생 입학 37명
- 2023년 9월 1일 : 제27대 김영식 교장 취임

## 참고 자료
- 산양중학교 - 한국교육학술정보원 학교알리미